# Henrik Enckell
Henrik Marcus Oliver Enckell, född 26 maj 1960 i Helsingfors, är en finlandssvensk psykoanalytiker och författare. Han är medicine doktor (Kuopio universitet 2002), och han var huvudredaktör för The Scandinavian Psychoanalytic Review 1998–2002.
Henrik Enckell är son till Mikael Enckell. Han är gift med dramaturg Annina Paasonen och paret har tre barn.